# Крилати насекоми
Крилатите насекоми (Pterygota) са биологичен подклас насекоми, който включва насекомите с крила, както и групи насекоми, които вследствие на еволюцията са загубили своите крила, но предците им са ги имали.

## Класификация
Този подклас включва почти всички насекоми. Невключените шестокраки разреди са Microcoryphia и Четинкоопашати (Thysanura), както и два разреда насокоми с примитивни крила. Също невключени са трите разреда, които вече не се смятат за насекоми: Protura, Collembola и Diplura.

### Разреди
- Ephemeroptera (еднодневки)
- Odonata (водни кончета)
- †Diaphanopteroidea
- †Palaeodictyoptera
- †Megasecoptera
- †Archodonata
- Инфраклас: Neoptera

- Blattodea (хлебарки)
- Mantodea (богомолки)
- †Caloneurodea
- Dermaptera (щипалки)
- Plecoptera (каменарки)
- Orthoptera (скакалци и др.)
- Phasmatodea (пръчици)
- Embioptera (ембии)
- Zoraptera (зораптери)
- Grylloblattodea
- †Titanoptera
- Mantophasmatodea

- Надразред: Exopterygota

- Psocoptera
- Thysanoptera (трипси)
- Phthiraptera (въшки)
- Hemiptera (полутвърдокрили)

- Надразред: Endopterygota

- Raphidioptera (камилки)
- Megaloptera
- Neuroptera (мрежокрили)
- Coleoptera (бръмбари)
- Strepsiptera (ветрилокрили)
- Mecoptera (скорпионни мухи)
- Siphonaptera (бълхи)
- Diptera (двукрили)
- Trichoptera (ручейници)
- Lepidoptera (пеперуди, нощни пеперуди)
- Hymenoptera (ципокрили - мравки, пчели и т.н.)
- †Miomoptera
- †Protodiptera